# Brotherella tortifolia
Brotherella tortifolia là một loài rêu trong họ Sematophyllaceae. Loài này được (Casp. & G.A. Klebs) J.-P. Frahm mô tả khoa học đầu tiên năm 2006.